# Carlos Ruiz García
Carlos Ruiz García (Comillas, 1904 - Cervera de Pisuerga, 28 de gener de 1982) va ser un militar i polític espanyol que va ocupar diversos càrrecs durant la dictadura franquista.

## Biografia
Nascut a Comillas en 1904, era militar de professió. Va estar destinat a Àfrica i va arribar a participar en la repressió del moviment revolucionari d'Astúries en 1934. Afiliat a Falange a l'abril de 1936, va participar en la Guerra civil al costat de les Forces revoltades; durant la contesa va manar les 1a i 3a Banderes de Falange de Navarra, i la 1a Bandera de Falange de Palència, guanyant a més la Medalla Militar individual.
Cap provincial de FET i de les JONS a Santander des de setembre de 1939, al desembre va ser nomenat governador civil de la província, unificant-se tots dos llocs en un només. Durant la seva etapa com a governador Ruiz García va promoure el nomenament de falangistes «camises velles» per a diversos càrrecs, mantenint un discurs falangista exaltat. Va tenir una destacada actuació arran de l'incendi de Santander de 1941, utilitzant tots els recursos a la seva disposició per a fer front al desastre natural i l'atenció als damnificats de l'incendi; això li va donar una gran popularitat entre la població.
Al maig de 1941 va ser nomenat governador civil de la província de Madrid, càrrec que mantindria fins a 1954. Juan Pedro Puebla Potenciano, secretari provincial de la Falange madrilenya, hauria estat el seu home de confiança. Durant aquest període també va exercir altres càrrecs, com a conseller de l'Institut Nacional de Previsió (1941-1945), delegat nacional d'Informació i Investigació (1948), procurador a les Corts franquistes i membre del Consell Nacional de FET y de las JONS. Durant algun temps fou lloctinent de la Guàrdia de Franco, en substitució de Luis González Vicén.
Va continuar amb la seva carrera militar. Ascendit al rang de general de brigada en 1962, en aquest mateix any va ser nomenat cap de la Divisió «Inmortal Gerona» n.º 41. Posteriorment assumí el comandament de la Divisió Mecanitzada «Guzmán el Bueno» n.º 2 i de la Divisió de Muntanya «Navarra» n.º 6. Ascendit al rang de tinent general en 1968, fou nomenat capità general de la V Regió Militar, amb seu a Saragossa. Passà a la reserva en 1974.
Va morir el 28 de gener de 1982 a la localitat palentina de Cervera de Pisuerga.